# Defeitos Especiais
Defeitos Especiais é um álbum de estúdio da banda de pop rock português GNR. Editado em Março de 1984 pela EMI – Valentim de Carvalho. Reduzido a quatro elementos, o grupo já não mostra a mesma veia experimental de Independança, apesar de conseguir manter uma sonoridade diferente e algo irreverente, em comparação com muito do que se fazia no panorama nacional de então. Deste álbum saiu o single "I Don't Feel Funky (Anymore)". 
Em 2011 Defeitos Especiais é reeditado em CD no âmbito das celebrações dos 30 anos da banda. 

## Faixas

### LP

#### Lado A
| N.º | Título                         | Duração |  |
| 1.  | "Desnorteado"                  | 3:17    |  |
| 2.  | "I Don't Feel Funky (Anymore)" | 3:32    |  |
| 3.  | "Piloto Automático"            | 3:12    |  |
| 4.  | "Absurdina"                    | 2:49    |  |
| 5.  | "A Última Vaga"                | 3:33    |  |

#### Lado B
| N.º | Título                     | Duração |  |
| 1.  | "Muçulmania"               | 4:40    |  |
| 2.  | "Mau Pastor"               | 4:01    |  |
| 3.  | "Pershingópolis"           | 3:57    |  |
| 4.  | "Quebra-Gelo / Maré Baixa" | 5:03    |  |

## Membros da banda
- Rui Reininho   (voz)  [2]
- Alexandre Soares   (guitarra)  [2]
- Jorge Romão   (baixo)  [2]
- Tóli César Machado   (bateria e acordeão)  [2]